# Aleuroviggianus
Aleuroviggianus es un género de insectos hemípteros de la familia Aleyrodidae, subfamilia Aleyrodinae.  Se distribuyen por el Paleártico circunmediterráneo y de Oriente Próximo. El género fue descrito primero por Iaccarino. La especie tipo es Aleuroviggianus adrianae.

## Especies
Se reconocen las siguientes especies:
- Aleuroviggianus adanaensis Bink-Moenen, 1992
- Aleuroviggianus adrianae Iaccarino, 1982
- Aleuroviggianus graecus Bink-Moenen, 1992
- Aleuroviggianus halperini Bink-Moenen, 1992
- Aleuroviggianus polymorphus Bink-Moenen, 1992
- Aleuroviggianus zonalus Bink-Moenen, 1992